# Greenleaf (Wisconsin)
Greenleaf – jednostka osadnicza w Stanach Zjednoczonych, w stanie Wisconsin, w hrabstwie Brown.